# Syrovátka
Syrovátka (deutsch Sirowatka, 1939–1945: Molken) ist eine Gemeinde in Tschechien. Sie liegt 14 Kilometer südwestlich des Stadtzentrums von Hradec Králové und gehört zum Okres Hradec Králové.

## Geographie

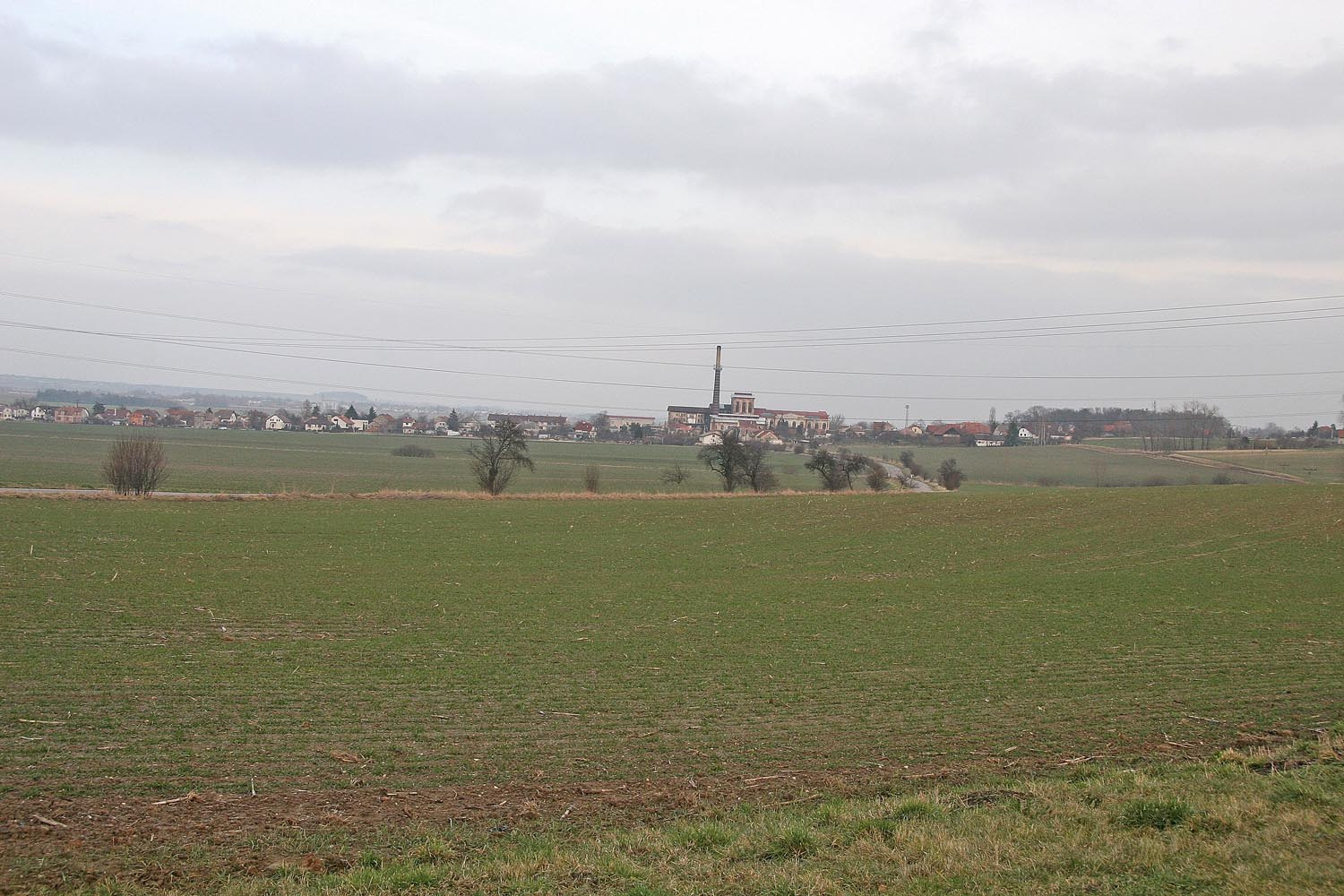
Ortsansicht

Syrovátka befindet sich auf der Ostböhmischen Tafel. Durch die Gemeinde führt die Bahnstrecke Hradec Králové-Chlumec nad Cidlinou, die Bahnstation "Dobřenice" liegt in Syrovátka.
Nachbarorte sind Roudnice im Norden, Lhota pod Libčany im Nordosten, Hubenice und Trávník  im Osten, Osice und Osičky im Südosten, Rohoznice im Süden, Dobřenice im Südwesten, Obědovice im Westen sowie Kratonohy im Nordwesten.

## Geschichte
Die erste schriftliche Erwähnung des Dorfes erfolgte 1339, als Vaněk von Ždánice das Dorf Ždánice dem Kloster Opatovice verkaufte. Im Jahre 1399 wurde der Ort in der Landtafel als Besitz des Jan Tluksa von Čistěves und Syrovátka eingeschrieben. Zu Beginn des 15. Jahrhunderts erwarb das Rittergeschlecht der Dobřenský von Dobřenice die Güter. Danach gehörte der Besitz Katharina von Onšov, nach deren Tode erbte um 1482 König Vladislav II. die Güter. Dieser reichte Syrovátka an Jan von Onšov weiter. Kurz darauf erfolgte eine Teilung des Dorfes. Einen Anteil erhielt Burjan Stranovský von Sovojovice, den anderen besaßen Jan V. und Petr II. Dobřenský. Nach 1550 vereinte Jan VIII. Dobřenský († 1593) beide Anteile in seinem Besitz. Dessen drei Töchter verkauften Syrovátka 1604 an Johann Christoph von Waldstein. Von ihm erwarb nach 1620 Dorota Stašová von Zábědovice das Dorf. Diese verkaufte es 1629 an den kaiserlichen Kammerherrn Johann Jacob de Vaggi von Vipach. 1701 kaufte Perchtold von Waldstein auf Bělohrad die Güter. 1730 erwarb Emanuel Jestříbský Ritter von Riesenburg den Ort. 1770 erfolgte die Nummerierung der Häuser. In diesen Jahren begann eine Zeit der Not in Syrovátka. 1771 wurden die Lebensmittel knapp und verteuerten sich. Im darauffolgenden Jahre starb das Vieh an einer Seuche. 1776 wurde Wenzel Johann Clanner von Engelshofen Besitzer des Güter, ihm folgte ab 1800 Michal Boleslavský Ritter von Ritterstein. Der herrschaftliche Hof brannte in den Jahren 1836 und 1846 zweimal ab. Nach dem zweiten Brand wurde er nicht wieder aufgebaut. An seiner Stelle ließ zwischen 1848 und 1850 Michal Václav Dobřenský von Dobřenice eine Zuckerfabrik errichten.
Nach der Aufhebung der Patrimonialherrschaften entstand 1850 die Gemeinde Syrovátka im Bezirk Hradec Králové. 1861 kaufte die Familie Kraus aus Pardubice die Güter, ein Jahr später erfolgte der Verkauf an Karl Daniel Weinrich. 1873 nahm die Eisenbahn von Prag nach Königgrätz den Verkehr auf und an der nordwestlichen Peripherie des Dorfes entstand die Bahnstation Dobrenitz. 1896 wurden im Dorf zwei Straßenlaternen aufgestellt. Im Jahre 1907 entstand die Straße von Dobřenice zur Bahnstation "Dobřenice". Nach der deutschen Besetzung wurde 1940 das Gedenkbuch der Gemeinde eingezogen. Während der Zeit des Protektorates Böhmen und Mähren trug die Gemeinde den Namen Syrovátka/Molken; letzteres entstand als Germanismus des tschechischen Namens. Zwischen 1949 und 1960 gehörte Syrovátka zum Okres Hradec Králové-okolí und ab dem 1. Januar 1961 wieder zum Okres Hradec Králové. 1989 wurde Syrovátka nach Dobřenice eingemeindet. Nach der Samtenen Revolution wurde sie 1990 wieder eigenständig.

## Gemeindegliederung
Für die Gemeinde Syrovátka sind keine Ortsteile ausgewiesen.

## Sehenswürdigkeiten
- Kapelle